# Țaredarivka, Domanivka
Țaredarivka (în ucraineană Царедарівка) este localitatea de reședință a comunei Țaredarivka din raionul Domanivka, regiunea Mîkolaiiv, Ucraina.

## Demografie
Componența lingvistică a localității Țaredarivka
     Ucraineană (96,38%)
     Rusă (2,83%)
     Alte limbi (0,32%)
Conform recensământului din 2001, majoritatea populației localității Țaredarivka era vorbitoare de ucraineană (96,38%), existând în minoritate și vorbitori de rusă (2,83%).